# 飞凤镇
飞凤镇，是中华人民共和国四川省南充市阆中市下辖的一个乡镇级行政单位。2019年10月，撤销治平乡，将其所属行政区域划归飞凤镇管辖。

## 行政区划
飞凤镇下辖以下地区：
飞凤社区、三家塘村、飞凤村、石扶场村、瓦店村和桥亭村，罗汉湾村、牲口河村、赛云观村、文庙河村、双柏垭村、治平村、莲花村和鼓锣山村。